# El lobo y el busto

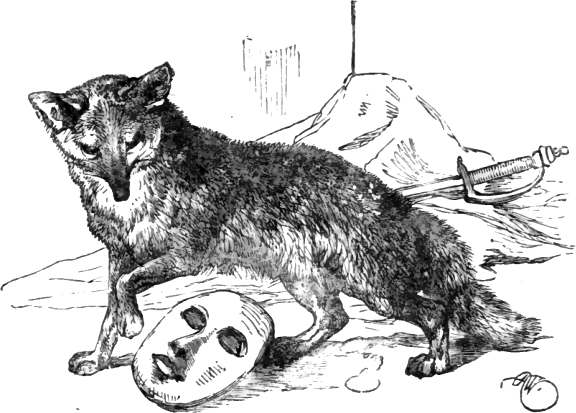
Ilustración de la fábula realizada por Harrison Weir para Three Hundred Æsop's Fables, libro recopilatorio de las fábulas de Esopo, de George Fyler Townsend.

«El lobo y el busto» es una fábula atribuida a Esopo (siglo VI a. C.) y que posteriormente ha sido reescrita y recreada por diversos autores.

## Argumento
Un lobo halló un busto en el campo, que registró y olió, y viendo que no tenía sentido, dijo: «¡Qué bella imagen; lástima que no tenga cerebro!».

## Moraleja
La hermosura sin inteligencia, es un busto sin sentido.

## Versión de Samaniego
Félix María Samaniego (1745-1801) reescribió esta fábula como «La zorra y el busto»:
Dijo la zorra al busto,
después de olerlo:
«Tu cabeza es hermosa,
pero sin seso».

Como éste hay muchos,
que aunque parecen hombres,
sólo son bustos.